# Litorhina tollini
Litorhina tollini är en tvåvingeart som först beskrevs av Friedrich Hermann Loew 1863.  Litorhina tollini ingår i släktet Litorhina och familjen svävflugor. Inga underarter finns listade i Catalogue of Life.